# Хельстен, Нильс Эрик
Нильс Эрик Хельстен (швед. Nils Erik Hellsten, 19 февраля 1886 — 12 апреля 1962) — шведский фехтовальщик, призёр Олимпийских игр и чемпионатов мира.

## Биография
Родился в 1886 году в Стокгольме. В 1920 году принял участие в Олимпийских играх в Антверпене, где выступал в состязаниях по фехтованию на шпагах и рапирах, но неудачно. В 1924 году завоевал бронзовую медаль Олимпийских играх в Париже в личном первенстве на шпагах. В 1928 году принял участие в Олимпийских играх в Амстердаме, но в личном первенстве на шпагах стал лишь 5-м.
В 1931 году стал бронзовым призёром Международного первенства по фехтованию в Вене. В 1934 году повторил этот результат на Международном первенстве по фехтованию в Варшаве. В 1937 году Международная федерация фехтования задним числом признала все прошедшие ранее Международные первенства по фехтованию чемпионатами мира.